# شهرستان مورگان (کنتاکی)
شهرستان مورگان، کنتاکی (به انگلیسی: Morgan County, Kentucky) یک سکونتگاه مسکونی در ایالات متحده آمریکا است که در کنتاکی واقع شده‌است.